# Alistair Cockburn

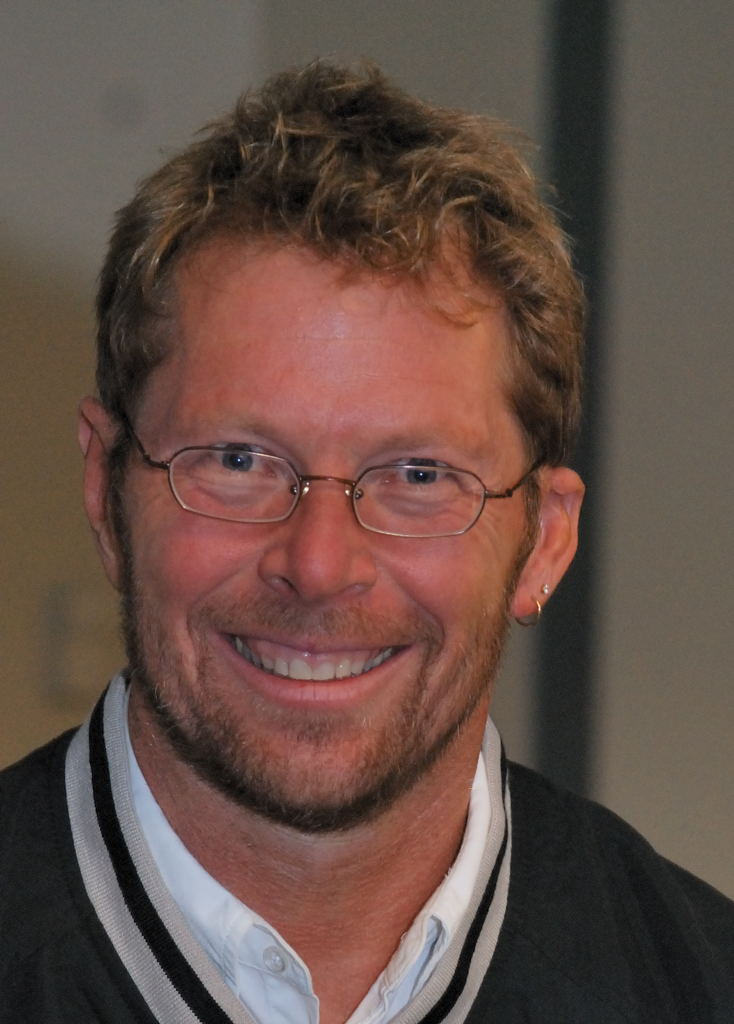
Alistair Cockburn w 2007

Alistair Cockburn (ur. 19 listopada 1953) – jeden z inicjatorów ruchu Agile – czyli Zwinnych metodyk prowadzenia projektów informatycznych. Jest współautorem wydanego w 2001 roku manifestu Agile (ang. Manifesto for Agile Software Development). W roku 2005 pomagał współtworzyć deklarację 'PM Declaration of Interdependence'.
W swoich pracach wskazuje na potrzebę opisywania przypadków użycia, jako dokumentacji procesów biznesowych oraz wymagań co do zachowania oprogramowania. 
Stworzył rodzinę metodyk Crystal (Crystal Clear), które są przykładami metodyk lekkich.
Cockburn ma stopień naukowy doktora (PhD) otrzymany na uniwersytecie w Oslo w 2003 roku.

## Publikacje
- Crystal Clear : A Human-Powered Methodology for Small Teams, Alistair Cockburn, October 2004, pages 336, paperback, Addison-Wesley Professional, ISBN 0-201-69947-8.
- People and Methodologies in Software Development, Alistair Cockburn, February 2003, pages 180, paperback, D.Ph. dissertation, U. of Oslo Press, online at .
- Patterns for Effective Use Cases, Steve Adolph, Paul Bramble, with Alistair Cockburn, Andy Pols contributors, August 2002, pages 272, paperback, Addison-Wesley Professional, ISBN 0-201-72184-8.
- Agile Software Development, Alistair Cockburn, 1st edition, December 2001, pages 256, paperback, Addison-Wesley Professional, ISBN 0-201-69969-9.
- Writing Effective Use Cases, Alistair Cockburn, 1st edition, January, 2000, pages 270, paperback, Addison-Wesley Professional, ISBN 0-201-70225-8.
- Surviving Obejct-Oriented Projects, Alistair Cockburn, 1st edition, December, 1997, pages 272, paperback, Addison-Wesley Professional, ISBN 0-201-49834-0.